# Andranik Petrosjanc
Andranik Melkonowicz Petrosjanc (ros. Андраник Мелконович Петросьянц, orm. Անդրանիկ Մելքոնի Պետրոսյանց, ur. 25 kwietnia?/8 maja 1906 we Władykaukazie, zm. 2 października 2005 w Moskwie) – radziecki polityk i uczony.

## Życiorys
Urodził się w ormiańskiej rodzinie robotniczej. Od 16 roku życia pracował, w 1923 przeniósł się do Moskwy, gdzie był m.in. pracownikiem trustu i ślusarzem, działał w Komsomole, 1929-1930 uczył się na kursach Moskiewskiego Instytutu Przemysłowo-Ekonomicznego. Od 1930 do 1933 studiował w Uralskim Instytucie Mechaniki i Budowy Maszyn, później pracował w Uralskim Zakładzie Budowy Maszyn Ciężkich im. Frunzego w Swierdłowsku w 1932 został członkiem WKP(b), w 1935 na trzy miesiące był delegowany służbowo do Niemiec. Od 1939 pracował na kierowniczych stanowiskach w resorcie przemysłu ciężkiego ZSRR m.in. jako członek jego kolegium i 1940-1941 zastępca ludowego komisarza przemysłu ciężkiego ZSRR. Od czerwca do listopada 1941 był I zastępcą ludowego komisarza budowy obrabiarek ZSRR, 1941-1943 zastępcą ludowego komisarza przemysłu czołgowego ZSRR, 1943-1945 zastępcą członka Państwowego Komitetu Obrony ds. zagadnień przemysłu czołgowego, a 1945-1947 pomocnikiem zastępcy przewodniczącego Rady Ministrów ZSRR i jednocześnie pracownikiem Pierwszego Głównego Zarządu przy Radzie Ministrów ZSRR. Od 1947 do 1953 był zastępcą szefa Pierwszego Głównego Zarządu przy Radzie Ministrów ZSRR ds. zagadnień instalacji i zaopatrzenia, 1953-1955 szefem Departamentu Instalacji Ministerstwa Budowy Maszyn Średnich ZSRR, 1955-1962 wiceministrem budowy maszyn średnich ZSRR, a 1962-1965 przewodniczącym Państwowego Komitetu Rady Ministrów ZSRR ds. wykorzystania energii atomowej. W latach 1963–1965 był przewodniczącym Państwowego Komitetu ds. wykorzystania energii atomowej Najwyższej Rady Gospodarki Narodowej Rady Ministrów ZSRR, 1965-1978 I wiceministrem budowy maszyn średnich ZSRR i szefem Głównego Zarządu ds. wykorzystania energii atomowej, 1978-1987 przewodniczącym Państwowego Komitetu ds. wykorzystania energii atomowej i 1962-1987 pełnomocnym przedstawicielem ZSRR w Zjednoczonym Instytucie Badań Jądrowych w Dubnej w obwodzie moskiewskim, następnie przeszedł na emeryturę. W 1945 otrzymał stopień generała majora służby inżynieryjno-technicznej, w 1955 został doktorem nauk fizyczno-matematycznych, w 1957 profesorem, a w 1982 akademikiem Akademii Nauk Armeńskiej SRR, był też akademikiem Narodowej Akademii Nauk Armenii. Należał do Związku Dziennikarzy ZSRR. W 1974 został doktorem uniwersytetu w Grenoble (Francja), w 1977 członkiem Akademii Nauk Inżynieryjnych w Szwecji.

## Odznaczenia i nagrody
- Medal Sierp i Młot Bohatera Pracy Socjalistycznej (7 marca 1962)
- Order Lenina (sześciokrotnie, 5 sierpnia 1944, 8 grudnia 1951, 4 stycznia 1954, 11 września 1956, 7 marca 1962 i 7 maja 1986)
- Order Rewolucji Październikowej (10 marca 1981)
- Order Kutuzowa I klasy (1 września 1945)
- Order Czerwonego Sztandaru Pracy (29 lipca 1966)
- Order Czerwonej Gwiazdy (dwukrotnie, 5 czerwca 1942 i 20 stycznia 1943)
- Order „Znak Honoru” (15 kwietnia 1939)
- Nagroda Stalinowska (1949)
- Order Pracy (Czechosłowacja, 10 grudnia 1974)

I inne.